# Leopard 2A5
Krauss-Maffei Leopard 2A5 je glavni bojni tank, ki je izboljšana različica Leoparda 2, produkt nemškega Krauss-Maffei Wegmann GmbH & Co.KG.

## Uporabniki
- Danska - 51
- Nemčija - 225
- Nizozemska - 180
- Španija - 219
- Švedska - 120